# Marko Orešković (Leichtathlet)
Marko Orešković (* 26. April 2004) ist ein kroatischer Sprinter, der sich auf den 400-Meter-Lauf spezialisiert hat.

## Sportliche Laufbahn
Erste Erfahrungen bei internationalen Meisterschaften sammelte Marko Orešković im Jahr 2020, als er bei den U20-Balkan-Meisterschaften in Istanbul in 49,74 s die Bronzemedaille im 400-Meter-Lauf gewann und sich mit der kroatischen 4-mal-400-Meter-Staffel in 3:19,93 min die Silbermedaille sicherte. Im Sommer gewann er dann bei den Freiluft U20-Balkan-Meisterschaften ebendort in 48,53 s die Silbermedaille über 400 m und siegte in 3:14,07 min im Staffelbewerb. Im Jahr darauf gelangte er bei den U20-Balkan-Hallenmeisterschaften in Sofia mit 49,49 s auf Rang fünf über 400 m und wurde mit der Staffel nach 3:22,14 in Vierter. Mitte Juni gewann er bei den U20-Balkan-Meisterschaften in Istanbul in 47,70 s die Silbermedaille über 400 m und sicherte sich auch mit der Staffel mit 3:12,48 min Silber. Anschließend schied er bei den U20-Europameisterschaften in Tallinn mit 48,30 s im Vorlauf über 400 m aus und siegte daraufhin in 48,04 s bei den U18-Balkan-Meisterschaften in Kraljevo und wurde dort zudem in 43,35 s Sechster mit der 4-mal-100-Meter-Staffel. 2022 belegte er bei den U20-Balkan-Hallenmeisterschaften in Belgrad in 48,88 s den vierten Platz über 400 m und gewann mit der Staffel in 3:18,56 min die Silbermedaille. Anschließend gelangte er bei den Balkan-Hallenmeisterschaften in Istanbul mit 48,19 s auf Rang acht über 400 Meter. Im Juli siegte er in 47,38 s bei den U20-Balkan-Meisterschaften in Denizli über 400 Meter sowie in 3:16,99 min auch mit der Staffel. Im August schied er bei den U20-Weltmeisterschaften in Cali mit 47,51 s im Halbfinale aus und anschließend belegte er bei den U23-Mittelmeer-Meisterschaften in Pescara in 48,52 s den fünften Platz. 2023 wurde er bei der 2. Liga der Team-Europameisterschaft im Zuge der Europaspiele in Chorzów in 47,09 s Zweiter im B-Lauf über 400 Meter und gelangte mit der Mixed-Staffel mit 3:20,24 min auf Rang sechs. Zudem wurde er in 21,69 s 15. über 200 Meter. Daraufhin belegte er bei den Balkan-Meisterschaften in Kraljevo in 47,02 s den achten Platz im Einzelbewerb und gewann mit der Staffel in 3:11,47 min die Bronzemedaille hinter den Teams aus der Ukraine und Slowenien. Im August belegte er bei den U20-Europameisterschaften in Jerusalem in 47,23 s den sechsten Platz.
2025 wurde er bei der 2. Liga der Team-Europameisterschaft in Maribor in 46,53 s Zweiter im B-Lauf über 400 Meter und gelangte mit der Mixed-Staffel mit 3:22,85 min auf Rang sieben im B-Lauf. Anschließend schied er bei den U23-Europameisterschaften in Bergen mit 47,63 s in der ersten Runde über 400 Meter aus.
2023 wurde Orešković kroatischer Meister im 400-Meter-Lauf im Freien sowie 2022 in der Halle. Zudem siegte er von 2020 bis 2023 in der 4-mal-400-Meter-Staffel im Freien sowie von 2021 bis 2024 in der Halle und 2023 auch in der 4-mal-200-Meter-Staffel. Zudem wurde er von 2023 bis 2025 auch Landesmeister in der Mixed-Staffel über 4-mal 400 Meter.

## Persönliche Bestleistungen
- 200 Meter: 21,66 s (−0,1 m/s), 11. Juni 2023 in Zagreb
- 400 Meter: 46,53 s, 28. Juni 2025 in Maribor
  - 400 Meter (Halle): 47,98 s, 26. Februar 2022 in Zagreb